# Шерон Глесс
Шерон Маргеріт Глесс (англ. Sharon Marguerite Gless, нар.. 31 травня 1943) — американська акторка театру, кіно і телебачення. За свою кар'єру вона отримала дві премії «Золотий глобус», дві «Еммі» і була удостоєна зірки на Голлівудській алеї слави в 1995 році. Найвідоміші ролі — Меггі Філбін у телесеріалі «Комунікатори» (1975—1978), Крістіна Кегні в «Кегні та Лейсі» (1982—1988), Деббі Новотни в серіалі «Близькі друзі» (2000—2005) та Мадлін Вестен у серіалі «Чорна мітка» (2007—2013).

## Біографія
Шерон Маргеріт Глесс народилася 1943 року в Лос-Анджелесі (США). У 1991 році одружилася з продюсером серіалу «Кегні та Лейсі» Барні Розенбергом, який роком раніше після 11 років спільного життя розлучився з Барбарою Кордей, авторкою і сценаристкою серіалу «Кегні та Лейсі». Цей тривалий проєкт приніс акторці багато нагород і великий успіх.
У 1990 році Глесс отримала головну роль у драмі «Випробування Розі о'Ніл», за яку отримала свій другий «Золотий глобус». Шоу мало успіх у критики, але не мало високих рейтингів і було закрите після двох сезонів.
Після завершення серіалу, в 1994 і 1995 роках акторка продовжувала виконувати роль Крістіни Кегні, але вже в телевізійних фільмах. У той період вона була активно задіяна як акторка озвучування. З 2000 по 2005 рік вона знімалася в телесеріалі «Близькі друзі».
В 1995 році у Глесс з'явилася зірка на Голлівудській алеї слави. У 2006 році вона виконала головну роль у мінісеріалі BBC «В межах держави», що мав успіх у критики. Крім того, в 2008 році вона була запрошеною зіркою в драмі «Частини тіла», за яку отримала чергову номінацію на «Еммі».
У 2009 році Глесс виконала головну роль в незалежному фільмі «Анна вільна», за яку отримала нагороду «Midwest Independent Award» і визнання критики.
З 2007 по 2013 рік Глесс грала в телесеріалі «Чорна мітка», за цю роботу вона отримала чергову номінацію на «Еммі» в 2010 році.

## Фільмографія
| Рік         |   | Українська назва                             | Оригінальна назва                            | Роль                   |
| ----------- | - | -------------------------------------------- | -------------------------------------------- | ---------------------- |
| 1974        | ф | Аеропорт 1975                                | Airport тисяча дев'ятсот сімдесят п'ять      | Шерон                  |
| 1972 — 1976 | с | Доктор Маркус Уелбі                          | Marcus Welby, M.D.                           | Кетлін                 |
| 1975 — 1978 | с | Комунікатори                                 | Switch                                       | Меггі Філбін           |
| 1980        | ф | Війна Скарлетт О'Хара                        | The Scarlett O'Hara War                      | Керол Ломбард          |
| 1982 — 1988 | с | Кегні та Лейсі                               | Cagney & Lacey                               | Сержант Крістіна Кегні |
| 1983        | ф | Зоряна палата                                | The Star Chamber                             | Емілі Гардін           |
| 1985        | ф | Відпускаючи                                  | Letting Go                                   | Кейт                   |
| 1990 — 1992 | с | Випробування Розі О'Ніл                      | The Trials of Rosie O'Neill                  | Розі О'Ніл             |
| 1992        | ф | Росія сьогодні: Люди рухаються до демократії | Russia Today, a Peoples Journey to Democracy | оповідачка             |
| 1997        | ф | Ен Ренд: Сенс життя                          | Ayn Rand: A Sense of Life                    | оповідач               |
| 2000        | ф | Принеси йому додому                          | Bring Him Home                               | Мері Делі              |
| 2000 —2005  | с | Близькі друзі                                | Queer As Folk                                | Деббі Новотни          |
| 2006        | с | У межах держави                              | The State Within                             | Лінн Уоррен            |
| 2009        | ф | Анна вільна                                  | Hannah Free                                  | Анна                   |
| 2008 — 2009 | с | Частини тіла                                 | Nip / Tuck                                   | Колін Роуз             |
| 2010        | ф | Після занепалих                              | Once Fallen                                  | Сью                    |
| 2007 — 2013 | с | Чорна мітка                                  | Burn Notice                                  | Мадлін Вістей          |

## Нагороди та почесні звання
- 1986 — Премія «Золотий глобус» — найкраща акторка в фільмі-драмі («Кегні та Лейсі»)
- 1986 — Премія «Еммі» — найкраща акторка в драматичному серіалі («Кегні та Лейсі»)
- 1987 — Премія «Еммі» — найкраща акторка в драматичному серіалі («Кегні та Лейсі»)
- 1991 — Премія «Золотий глобус» — найкраща акторка в фільмі-драмі («Випробування Розі о'ніл»)
- 1995 — Голлівудська «Алея слави» — за видатний внесок у телебачення 7065 Hollywood Blvd